# Kolonije dobrohotnosti
Kolonije dobrohotnosti (niz. Koloniën van Weldadigheid) je naziv za tri kompleksa od sedam građevina u Belgiji i Nizozemskoj koje je UNESCO 2021. godine uvrstio na popis mjesta svjetske baštine u Europi. Njih je 1818. godine osnovalo „Društvo dobrohotnosti” (niz. Maatschappij van Weldadigheid) u tadašnjim pokrajinama Ujedinjene kraljevine Nizozemske, Drenthe i Antwerp, kako bi se othrvale preovladavajućem siromaštvu. Ovaj projekt je bio socijalni eksperiment jedinstven u Europi i označava početak ideje modernih skrbničkih država.

## Povijest
Kolonije dobrohotnosti predstavljaju inovativan oblik društvene reforme iz 19. stoljeća, koji je danas poznat kao „poljoprivredna domaća kolonija”. Glavni cilj takvih kolonija bio je smanjenje siromaštva u većim gradovima tako da su se na udaljenijim mjestima stvarale kolonije sa zajedničkim vlasništvom nad cijeloj poljoprivrednoj zemlji. Te kolonije, ili zadruge, osim poljoprivrednih poslova kolonije su primale siročad i prosjake u velike zgrade, sa zajedničkim prostorijama, koji su se u tim selima bavili poljoprivredom. 
„Društvo dobrohotnosti” je bilo humanitarna nizozemska privatna organizacija koju je 1818. osnovao general Johannes van den Bosch kako bi pomogao siromašnim obiteljima, većinom iz velikih gradova, da poboljšaju svoj položaj nakon napoleonske francuske okupacije darujući im poljoprivredno zemljište. General je zamolio kralja Willema I. Nizozemskog za njegov osnutak i kupio je neobrađeno zemljište u Drentheu za smještanje siromašnih. Imanje Westerbeeksloot u današnjem Frederiksoordu, osnovano 1818. god., bilo je prvo takvo mjesto i izvorno sjedište udruge koja je imala za cilj smanjenje siromaštva na nacionalnoj razini.
Ostale kolonije izgrađene su između 1820. i 1823. god. Tijekom sedmogodišnjeg razdoblja, gotovo 80 četvornih kilometara pustara, domaćeg teritorija koji se smatra neprikladnim za naseljavanje, uređeno je u kolonije. Kolonije su činile ortogonalne ceste, nizovi kuća i malih gospodarstava te komunalne zgrade. Od 1819. godine osnivaju se i „neslobodne” kolonije, posljednja 1825. god. One su sadržavale velike institucije i veće farme također postavljene u ortogonalni uzorak polja i avenija, i u njima su bile smještene određene skupine ljudi u nepovoljnom položaju uz potporu države. 
Na svom vrhuncu sredinom 19. stoljeća, preko 11.000 ljudi živjelo je u takvim kolonijama u Nizozemskoj. U Belgiji je njihov broj dostigao vrhunac od 6000 ljudi 1910. godine.
I danas u tim selima postoje ostaci zgrada u kojima su ti ljudi spavali i živjeli da bi osvijestili ljude kako u društvu još uvijek postoje ljudi kojima treba bilo kakva pomoć.

## Obilježja
Svaki sastavni dio ima osebujan prostorni karakter, povezan s ciljnom skupinom za koju je izgrađen, te specifičnu organizaciju rada, bilo s obiteljskim poljoprivrednim gospodarstvima ili ustanovama s radnim poljoprivrednim gospodarstvima za grupe pojedinaca. Kolonije su projektirane kao panoptička naselja duž ortogonalnih linija. Sadrže stambene zgrade, seoske kuće, crkve i druge komunalne sadržaje. 

## Lokaliteti
| Slika | Grad                         | Zemlja     | Koordinate                                           | Veličina (ha) | Odlike |
| ----- | ---------------------------- | ---------- | ---------------------------------------------------- | ------------- | --- |
|       | Frederiksoord-Wilhelminaoord | Nizozemska | 52°51′26.22″N 6°10′1.8″E / 52.8572833°N 6.167167°E   | 555           | Osnovan 1818., Frederiksoord je najranija od ovih kolonija i dom izvornog sjedišta „Društva dobrohotnosti”. U Frederiksoord-Wilhelminaoordu, male farme uz zasađene aleje izgrađene su za obitelji, a ova kolonija se nazivala „slobodna”. |
|       | Wortel                       | Belgija    | 51°24′10.19″N 4°49′27.5″E / 51.4028306°N 4.824306°E  | 550           | Wortel je hibridna kolonija, prvo izgrađena za obitelji i nazvana „slobodnom”, a kasnije naseljena prosjacima i skitnicama i katalogizirana kao „neslobodna”.                                                                              |
|       | Veenhuizen                   | Nizozemska | 53°2′31.57″N 6°23′29.72″E / 53.0421028°N 6.3915889°E | 907           | U Veenhuizenu su izgrađene velike strukture spavaonica i veće centralizirane farme uz zasađene avenije za siročad, prosjake i skitnice koji su radili pod nadzorom stražara. Ova kolonija nazvana je „neslobodna”.                         |